# Etmadpur
Etmadpur là một thành phố và là nơi đặt ban đô thị (municipal board) của quận Agra thuộc bang Uttar Pradesh, Ấn Độ.

## Nhân khẩu
Theo điều tra dân số năm 2001 của Ấn Độ, Etmadpur có dân số 19.412 người. Phái nam chiếm 53% tổng số dân và phái nữ chiếm 47%. Etmadpur có tỷ lệ 55% biết đọc biết viết, thấp hơn tỷ lệ trung bình toàn quốc là 59,5%: tỷ lệ cho phái nam là 63%, và tỷ lệ cho phái nữ là 45%. Tại Etmadpur, 17% dân số nhỏ hơn 6 tuổi.